# Big Bad World
Big Bad World é um álbum lançado pela banda de rock Plain White T's em 23 de setembro de 2008, pela Hollywood Records.
| Críticas profissionais                                                      | Críticas profissionais |
| Avaliações da crítica                                                       | Avaliações da crítica  |
| Fonte                                                                       | Avaliação              |
| --------------------------------------------------------------------------- | ---------------------- |
| AbsolutePunk.net                                                            | (24%)                  |
| Allmusic                                                                    | [ 2 ]                  |
| Blender                                                                     | [ 3 ]                  |
| Entertainment Weekly                                                        | (B)                    |
| PopMatters                                                                  | [ 5 ]                  |
| The Tune                                                                    | (F)                    |
| Esta tabela precisa de ser acompanhada por texto em prosa. Consulte o guia. |                        |

## Faixas
1. "Big Bad World"
2. "Natural Disaster"
3. "Serious Mistake"
4. "Rainy Day"
5. "1, 2, 3, 4"
6. "That Girl"
7. "Sunlight"
8. "I Really Want You"
9. "Meet me in California"
10. "Someday"
11. "Love at 10th sight"
12. "I Get Screwed"